# N-tupla
Una n-tupla è un insieme definito da n elementi.

## Esempi
I record di un database sono una n-tupla, con n uguale al numero di campi (colonne),
anche se gli operatori con cui si modifica una tupla sono diversi dagli operatori che si usano per gestire un database.
La N-tupla può anche essere considerata una stringa; vedi C++.
Una grammatica formale è una 4-pla, G = (N,Σ,P,S), definita dall'insieme dei simboli nonterminali (N), l'insieme dei terminali (Σ), l'insieme delle produzioni (P) e lo start symbol o assioma (S).